# 阿罕布拉聯合學區

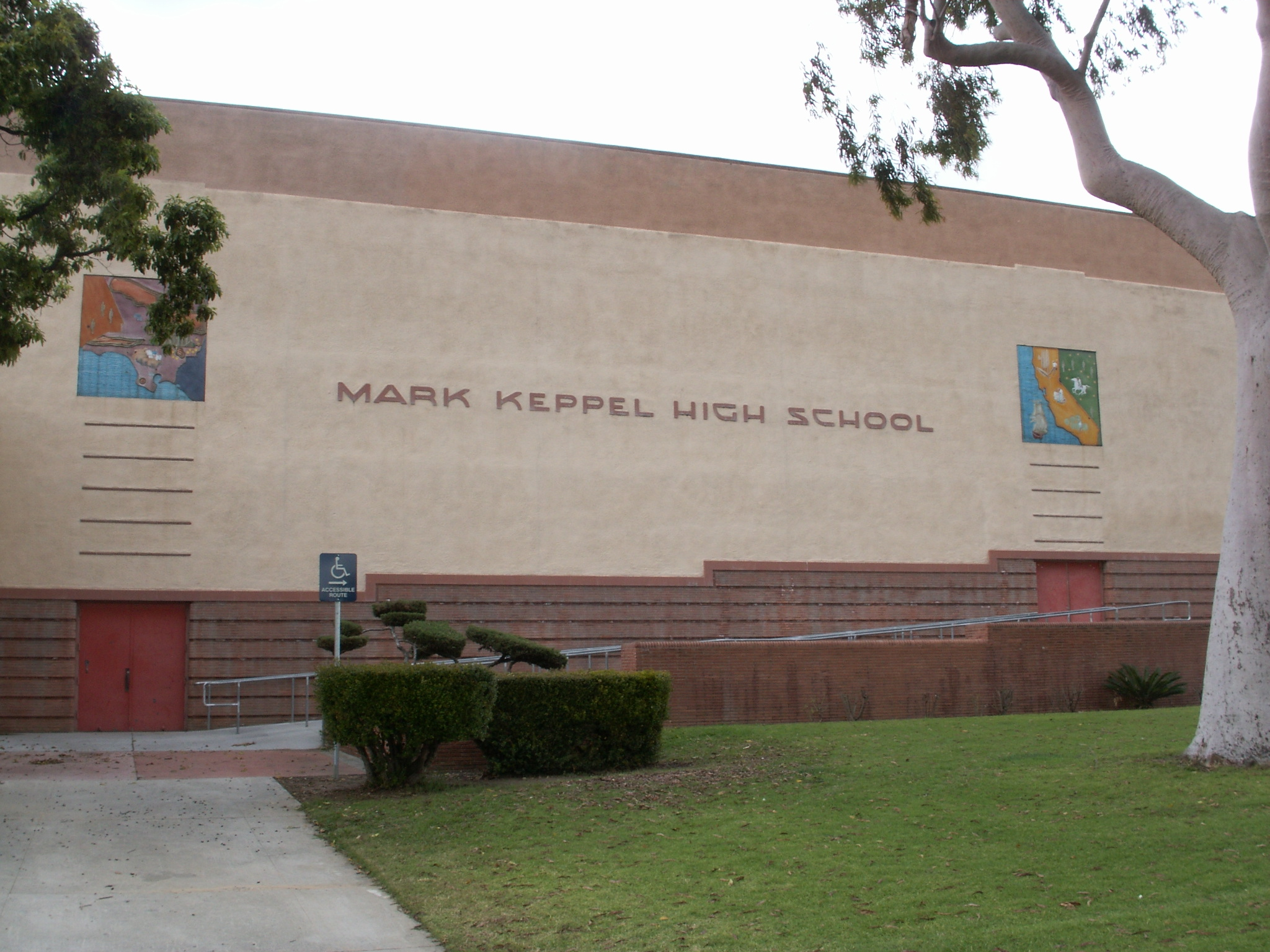
马凯博高中 (Mark Keppel High School)

阿罕布拉聯合學區（簡稱）是洛杉矶县的学区，总部在阿罕布拉。 阿罕布拉联合学区管辖的区域包括阿罕布拉全市、蒙特利公园市的部分、圣盖博市的部分和柔似蜜的部分，該學區有五所高中。

## 高中
- 罕布拉高中（英语：Alhambra High School (Alhambra, California)）[3]
- Century高中 (Century High School)[4]
- Independence High School
- 马凯博高中[5]
- 聖蓋博高中（英语：San Gabriel High School）[4]